# Ectropis basalis
Ectropis basalis là một loài bướm đêm trong họ Geometridae.